# GO FOR IT !!
〈GO FOR IT !!〉(고 포 잇)은 일본의 여성 가수 니시노 카나의 18번째 싱글로, 2012년 7월 25일에 SME 레코드에서 발매되었다. 전작 〈우리〉에서 약 2개월 만의 싱글이다.

## 수록곡
- 전체 작사: 니시노 카나

| #            | 제목             | 재생 시간 |
| ------------ | ---------------- | --------- |
| 1.           | 〈GO FOR IT !!〉 | 3:55      |
| 2.           | 〈TALK TO ME〉   | 4:09      |
| 3.           | 〈SUMMER TIME〉  | 3:38      |
| 총 재생 시간 | 총 재생 시간     | 11:42     |

## 차트 성적
- 오리콘 싱글 차트: 주간 최고 7위